# Didymozoum marginatum
Didymozoum marginatum är en mossdjursart som beskrevs av Harmer 1926. Didymozoum marginatum ingår i släktet Didymozoum och familjen Farciminariidae. Inga underarter finns listade i Catalogue of Life.